# Contea di Holmes (Florida)
La contea di Holmes (in inglese Holmes County) è una contea della Florida, negli Stati Uniti. Il suo capoluogo amministrativo è Bonifay.

## Geografia fisica
La contea ha un'area di 1.266 km² di cui l'1,28% è coperta d'acqua. Confina con:
- Contea di Geneva - nord
- Contea di Jackson - est
- Contea di Washington - sud
- Contea di Walton - ovest

## Storia
La Contea di Holmes fu creata nel 1848. Il nome deriva da Thomas J. Holmes che venne a stabilirsi nella zona dalla Carolina del Nord nel 1830.

## Città incorporate
- Bonifay
- Ponce de Leon
- Westville
- Esto
- Noma

## Politica
| Anno | Repubblicani | Democratici | Altri |
| ---- | ------------ | ----------- | ----- |
| 2004 | 77,3%        | 21,8%       | 0,9%  |
| 2000 | 67,8%        | 29,4%       | 2,8%  |
| 1996 | 47,8%        | 34%         | 18,2% |
| 1992 | 49%          | 28,8%       | 22,3% |
| 1988 | 71,6%        | 27,8%       | 0,6%  |